# Heteropsomys antillensis
Heteropsomys antillensis är en utdöd däggdjursart som först beskrevs av Anthony 1917.  Heteropsomys antillensis ingår i släktet Heteropsomys och familjen lansråttor. Inga underarter finns listade i Catalogue of Life.
Arten godkänns inte av IUCN. Heteropsomys antillensis listas där som synonym till Heteropsomys insulans.